# Margherita
Margherita là một thị trấn thống kê (census town) của quận Tinsukia thuộc bang Assam, Ấn Độ.

## Địa lý
Margherita có vị trí 27°17′B 95°41′Đ / 27,28°B 95,68°Đ Nó có độ cao trung bình là 162 mét (531 feet).

## Nhân khẩu
Theo điều tra dân số năm 2001 của Ấn Độ, Margherita có dân số 23.836 người. Phái nam chiếm 52% tổng số dân và phái nữ chiếm 48%. Margherita có tỷ lệ 76% biết đọc biết viết, cao hơn tỷ lệ trung bình toàn quốc là 59,5%: tỷ lệ cho phái nam là 81%, và tỷ lệ cho phái nữ là 71%. Tại Margherita, 11% dân số nhỏ hơn 6 tuổi.